# Равелін

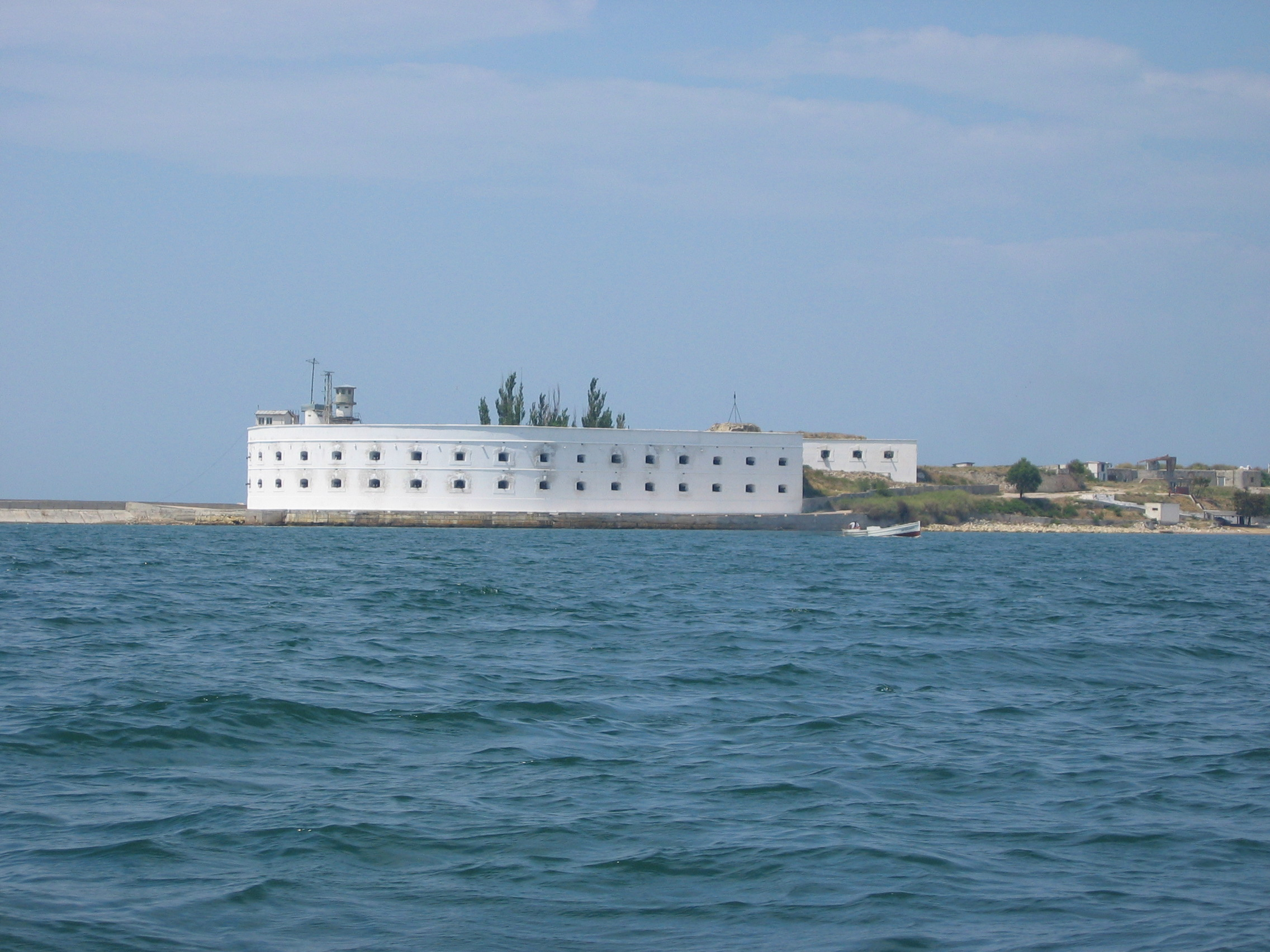
Костянтинівський равелін при вході у Севастопольську бухту

Равелі́н (фр. ravelin) — допоміжна фортифікаційна споруда трикутної форми, розташована перед ровом фортеці між бастіонами.
Равелін служив для прикриття фортечних мурів від артилерійського вогню, атак противника, а також для зосередження військ гарнізону перед вилазкою.
Равелін являв собою кам'яну (цегляну) огорожу з казематами для стрільців або складався з рову і валу (звичайно з кам'яним облицюванням).
Равеліни використовували у воєнних цілях з XVI ст. до кін. XIX ст..
На території України найвідоміша споруда з цією назвою — Костянтинівський равелін при вході у Севастопольську бухту. Проте, оскільки равеліном має бути допоміжне укріплення, а Костянтинівська батарея є основним фортом, вона не може вважатися равеліном та називається так помилково.